# Ganter (Lagerbaum)

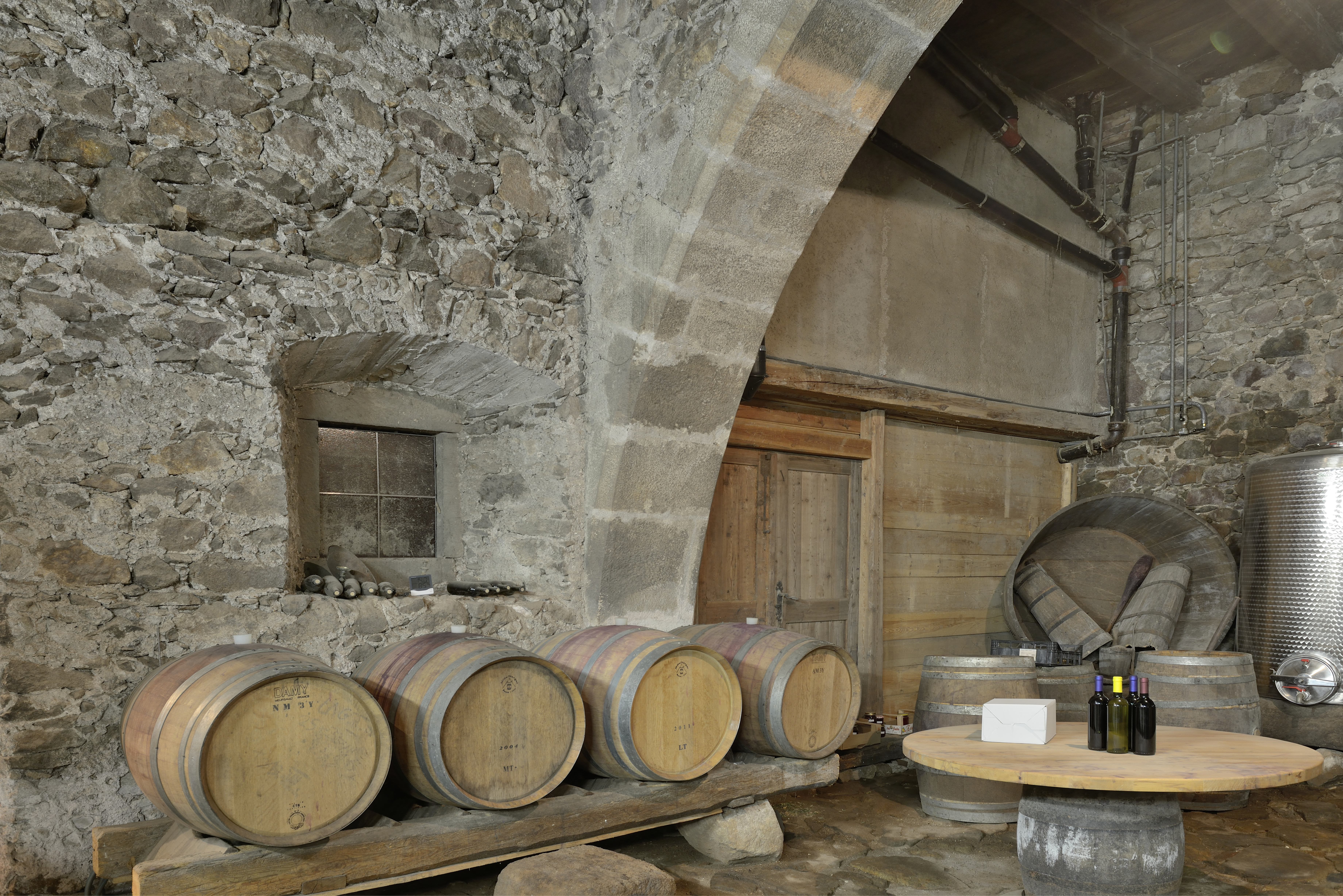
Vier Holzfässer auf Holzganter

Als Ganter (auch Lagerbaum) bezeichnet man einen Block mit quadratischem Querschnitt aus Holz oder Sandstein, der als Auflage für Holzfässer im Lagerkeller der Brauerei oder im Weinkeller dient.
Die Ganter sollen mit der Oberkante etwa 90 cm vom Boden entfernt sein, damit das Holzfass genügend Abstand vom oftmals feuchten Kellerboden hat und eine Luftzirkulation um das Fass herum ermöglicht wird. Außerdem erleichtert es die Kellerarbeit, wenn das Fass etwas höher gelagert wird. Die Fässer werden mit Keilen nach beiden Seiten gegen Wegrollen gesichert. In Ausnahmefällen werden Ganter auch gemauert und haben Rundungen, die jenen der Fässer entsprechen, sodass ein Wegrollen verhindert wird. Holzganter werden im Regelfall aus starkem Eichenholz gefertigt.